# Las cuatro plumas (película de 1939)
Las cuatro plumas (título original: The Four Feathers) es una película británica de aventuras basada en la conocida novela homónima del escritor A. E. W. Mason, dirigida por Zoltan Korda y estrenada en 1939. 
Esta adaptación en color de la novela de Mason es la cuarta y la más conocida, tras las versiones en blanco y negro de 1915, 1921 y 1929. También se hizo un remake de esta película en 1955. Esa película se llamó Tempestad sobre el Nilo y en ella se utilizaron varias escenas de esta película.

## Argumento
Se narran las peripecias de un joven noble inglés (con lo que ello conlleva en sus aspectos más protocolarios y morales de la época en la que se basa) instruido desde pequeño en una academia militar para continuar con la saga de grandes militares habidos en la familia. Pero poco a poco va descubriendo que ese mundo no va con él.
Una vez licenciado como oficial del ejército, su guarnición es destinada a África a combatir a Muhammad Ahmad en el Sudán, en lo que acabaría resultando el asedio de Jartum, en el contexto de la rebelión del Mahdi. Sin embargo él decide renunciar a su rango, categoría y se despide del ejército.
A partir de ese momento, su vida sufre un giro estrepitoso al ver como es tratado como un cobarde, enviándosele cuatro plumas de sus tres amigos/compañeros de milicia y de su prometida. Sufre el desprecio de su familia y prometida, que no comprenden su mentalidad al respecto. No pudiendo soportar esta situación, decide embarcarse en una aventura en solitario por las arenas del Sudán y las aguas del Nilo en busca de quienes le enviaron esas plumas que tanto afectaron a su vida y moralidad.
Durante esa guerra los tres amigos suyos son salvados por él y consigue devolverles las plumas. Por el camino también contribuyó a la victoria de las tropas británicas en Omdurmán, lo que significó el fin de esa rebelión. Finalmente también consigue devolver a su prometida la cuarta pluma y los dos se casan con la aquiescencia de todos.

## Reparto
- John Clements - Harry Faversham
- Ralph Richardson - Capitán John Durrance
- C. Aubrey Smith - General Burroughs
- June Duprez - Ethne Burroughs
- Allan Jeayes - General Faversham
- Jack Allen - Teniente Thomas Willoughby
- Donald Gray - Peter Burroughs
- Frederick Culley - Dr. Sutton

## Producción
La película fue filmada en el Sudán y en los Estudios Denham, en Inglaterra.

## Premios
La película fue candidata al Oscar en 1939 en la categoría de Mejor Fotografía. También recibió la Palma de Oro como mejor película en el Festival de Cannes.